# II. Marduk-apla-iddína
II. Marduk-apla-iddina (néhol: Merodach-Baladan; Kr. e. 8. század) kháld törzsfő, a Bít-Jakin (Jakin-ház) sejkje volt. Életéről nem sokat tudunk, annyi mindenesetre biztos, hogy mindvégig az Újasszír Birodalom ellen harcolt.
III. Tukulti-apil-ésarra (Kr. e. 745 – Kr. e. 727) uralkodása idején behódolt az asszír királynak, amikor az Kr. e. 729-ben meghódította Babilóniát és felvette a „Sumer és Akkád királya” címet (neve a babiloni forrásokban Púlu). Az asszír uralkodó halála után fia, V. Sulmánu-asarídu (Kr. e. 727 – Kr. e. 722, babiloni nevén: Ulúlaju) szintén megtartotta Babilon trónját, ám az ő utóda, II. Sarrukín (a bibliai Szárgon, Kr. e. 721 – Kr. e. 705) uralkodása kezdetén a zűrzavaros helyzetet kihasználva a káld vezér megszerezte a város feletti uralmat.
Sarrukín, mihelyt úrrá lett a helyzeten, támadást indított a lázadók ellen, azonban Marduk-apla-iddina segítségére siettek az elámiak. Dérnél csaptak össze az asszír erőkkel, és – bár Sarrukín felirata szerint az asszírok győztek – valószínű, hogy döntetlen eredményt értek el. Ezért aztán II. Marduk-apla-iddína mintegy tizenegy éven át ülhetett Babilon trónján. Sarrukín csak Kr. e. 710-ben, miután a birodalom többi határát is biztosította, támadt délnek. Kr. e. 709-ben Sarrukín megszerezte Babilon trónját, majd Kr. e. 707-ben elfoglalta a Bít-Jakin központját, Dúr-Jakint is – a káld sejk azonban elmenekült, és menedéket talált Tengerföld – a Sumer és a Perzsa-öböl közé eső terület – mocsaraiban.
Kr. e. 703-ban, immár Szín-ahhé-eríba (a Bibliában Szanhérib, Kr. e. 704 – Kr. e. 681) uralkodása idején Marduk-apla-iddína ismét elfoglalta Babilont, és nagykoalíciót próbált létrehozni az asszírok ellen. Szín-ahhé-eriba gyorsan támadt, és három hadjáratban leverte a babiloni-káld-arámi-elámi-arab szövetségeseket, majd követte az Elámba menekülő Marduk-apla-iddínát, és lerombolta a Perzsa-öböl elámi kikötővárosait. A káld sejk udvartartását és családját elfogták, de II. Marduk-apla-iddína további sorsa ismeretlen.